# Le Châtelet-sur-Meuse
Le Châtelet-sur-Meuse är en kommun i departementet Haute-Marne i regionen Grand Est (tidigare regionen Champagne-Ardenne) i nordöstra Frankrike. Kommunen ligger i kantonen Bourbonne-les-Bains som tillhör arrondissementet Langres. År 2022 hade Le Châtelet-sur-Meuse 156 invånare.

## Befolkningsutveckling
Antalet invånare i kommunen Le Châtelet-sur-Meuse
| Referens: INSEE |